# Таллон
Таллон (англ. Thallon) — город в юго-западном Квинсленде, Австралия. Входит в состав района местного самоуправления — графства Балонн. Находится в 571 км от столицы штата — Брисбена, в 407 км от Тувумбы, в 189 км от Гундивинди и в 92 км от Сент-Джорджа. Таллон расположен между Сент-Джорджем и границей с Новым Южным Уэльсом в Мангиндае. Город назвали в честь специального уполномоченного по железным дорогам Кливленда Дж. Ф. Таллона. Согласно переписи населения 2006 года население Таллона и окрестностей насчитывало 292 человека.
Исследователь Томас Митчелл был первым европейцем, побывавшим в районе нынешнего города, и вырезанные им инициалы всё ещё можно найти на верхушечной коримбии неподалёку от реки Муни. В 1911 году район Таллона был тщательно изучен, в результате чего было зарезервировано место под поселение площадью 780 акров (3,2 км²). С приходом железной дороги город стал бурно развиваться, появились магазины и гостиницы. Сейчас Таллон является центром выращивания пшеницы и производства шерсти.